# ليسوم كواهايبوني
ليسوم كواهايبوني (الاسم العلمي:Illicium guajaibonense) هو نوع من النباتات يتبع جنس الليسوم من الفصيلة الشزندرية.